# Brad Stevens
Brad Stevens (nacido el 22 de octubre de 1976 en Zionsville, Indiana) es un entrenador de baloncesto estadounidense que actualmente ejerce como presidente de operaciones en los Boston Celtics de la NBA.

## Trayectoria deportiva

### Universidad
Jugó durante cuatro temporadas con los Tigers de la Universidad DePauw, donde consiguió varios reconocimientos en el mejor equipo de la conferencia, tanto a nivel deportivo como académico. Se licenció en economía.

### Entrenador

#### NCAA
En el verano de 2000, entró a formar parte como voluntario del cuerpo técnico de la Universidad Butler, donde permaneció como asistente hasta 2007, fecha en la que fue nombrado entrenador principal. Desde entonces hasta 2013 ganó 4 campeonatos de la Horizon League y se convirtió en el primer entrenador de Butler en llevar a su equipo a la final de la NCAA, haciéndolo en dos ocasiones, en 2010, en la que cayó ante la Universidad de Duke y al año siguiente, cayendo ante la Universidad de Connecticut. Ganó además dos títulos de Entrenador del Año de la conferencia.

#### NBA
En julio de 2013 fue contratado como entrenador principal de los Boston Celtics sustituyendo en el mismo a Doc Rivers, que llevaba diez temporadas en el puesto, convirtiéndose en el decimoséptimo entrenador de los Celtics en su historia.
En el año 2021 cesa su labor como entrenador de los Boston Celtics y pasa a ser presidente de operaciones de este mismo equipo.

### Ejecutivo
En su tercera temporada como General Manager de los Celtics, en abril de 2024, es nombrado Ejecutivo del Año de la NBA.